# Processing (език за програмиране)
Processing е програмен език с отворен код и интегрирана среда за разработка (IDE) създаден за електронни изкуства, нови медийни изкуства и визуален дизайн. Езикът е създаден през 2001 г. от Кейси Риас и Бенджамин Фрай, които преди това са част от Aesthetics and Computation Group в MIT Media Lab. Езикът се основава на Java, но използва опростен синтактичен и графичен модел на програмиране. През 2012 г. Кейси Риас и Бен Фрай стартират Processing Foundation заедно с Даниел Шифман, официално присъединен като трети съосновател.
Първоначално езикът е създаден за използване от визуални дизайнери и творци, които не са запознати с компютърното програмиране. Processing е проектиран с цел лесна употреба и осигуряване на основа за изучаването на компютърното програмиране. Също така езикът служи и като база за електронни скицници.

## Какво може да правим с Processing?
- Да създаваме генеративно изкуство. Има много примери на OpenProcessing.
- Да пишем компютърни игри. Вече има много анимация и физически библиотеки. Вижте 2D gaming using Processing.js
- Processing може да си взаимодейства с Arduino платка.
- Да създаваме визуални изображения от огромни данни
- Можем да правим прототипи на интерфейси за софтуер и хардуер. Има библиотеки, които предлагат достъп до стандартни UI елементи. Може да създадем и нови модели UI, които да отговарят на нашите нужди. Повече информация controlP5
- Може да добавите невероятни визуални ефекти към вашия уеб сайт, който иначе е написан на обикновен JavaScript. Processing скицниците също може да са написани на JavaScript, но да имат специални JS библиотеки. Вижте Processing.js
- Може да създадем невероятно изглеждащи графики за следващото ни видео или арт проект. Вижте Processing on Vimeo
- Може да свържете Processing с вашите MIDI интерфейси и за създадете музикални композиции
- Може да интегрирате Processing с вашата арт инсталация или скулптура. Може да проектирате изображения върху неравни повърхности
- Може да създавате анимация чрез която да дискутирате своите идеи с вашия екип или да ги представите пред аудитория
- Може лесно да публикувате вашите Processing скицници, като десктоп приложения (Windows, Linux, Mac), да ги вграждате в уеб страници и дори в Android приложения

## Характеристики
Processing включва скицник, като алтернатива на интегрирана среда за разработка (IDE) за организиране на проекти.
Всяка Processing скица всъщност е подклас на класа PApplet в Java, който имплементира повечето от функциите в Processing езика.
При компилиране всички допълнително дефинирани класове се разглеждат като вътрешни класове и се превеждат на чист Java език. Това означава, че използването на статични променливи и методи в класовете е забранено, освен ако изрично не се избере опция да се пише режим на чиста Java.
Processing също така позволява на потребителите да създават свои собствени класове в рамките на PApplet скицата. Това дава възможността за използване за сложни типове данни, които могат да включват произволен брой аргументи и избягва ограниченята на стандартните типове от данни, като: int (цяло число), char (символ), float (число с плаваща запетая) и цвят (RGB, ARGB, hex).

## Примери

### Hello World
Най-простият възможен вариант на програмата „Hello World“ в Processing е:
```
//This prints "Hello World." to the IDE console.

void
 
setup
()
 
{

       
println
(
"Hello world."
);

}

```

Благодарение на по-визуално ориентирания характер на Processing, по-добър пример за облика на езика е следния код:
```
//Hello mouse.

void
 
setup
()
 
{

       
size
(
400
,
 
400
);

       
stroke
(
255
);

       
background
(
192
,
 
64
,
 
0
);

}

void
 
draw
()
 
{

       
line
(
150
,
 
25
,
 
mouseX
,
 
mouseY
);

}

```

### Карта на резултатите от президентските избори в САЩ
Следващият пример създава карта на резултатите от президентските избори в САЩ проведени през 2008 г. Със син цвят за обозначени щатите, в които Барак Обама спечели изборите, а в червен – Джон МакКейн.
```
PShape
 
usa
;

PShape
 
state
;

String
 
[]
 
Obama
 
=
 
{
 
"HI"
,
 
"RI"
,
 
"CT"
,
 
"MA"
,
 
"ME"
,
 
"NH"
,
 
"VT"
,
 
"NY"
,
 
"NJ"
,

 
"FL"
,
 
"NC"
,
 
"OH"
,
 
"IN"
,
 
"IA"
,
 
"CO"
,
 
"NV"
,
 
"PA"
,
 
"DE"
,
 
"MD"
,
 
"MI"
,

 
"WA"
,
 
"CA"
,
 
"OR"
,
 
"IL"
,
 
"MN"
,
 
"WI"
,
 
"DC"
,
 
"NM"
,
 
"VA"
 
};

String
 
[]
 
McCain
 
=
 
{
 
"AK"
,
 
"GA"
,
 
"AL"
,
 
"TN"
,
 
"WV"
,
 
"KY"
,
 
"SC"
,
 
"WY"
,
 
"MT"
,

 
"ID"
,
 
"TX"
,
 
"AZ"
,
 
"UT"
,
 
"ND"
,
 
"
SD
"
,
 
"NE"
,
 
"MS"
,
 
"MO"
,
 
"AR"
,
 
"OK"
,

 
"KS"
,
 
"LA"
 
};

void
 
setup
()
 
{

  
size
(
950
,
 
600
);

  
// The file "Blank US Map (states only).svg" can be found at Wikimedia Commons

  
usa
 
=
 
loadShape
(
"http://upload.wikimedia.org/wikipedia/commons/archive/1/1a/20130330152451!Blank_US_Map_(states_only).svg"
);

  
smooth
();
 
// Improves the drawing quality of the SVG

  
noLoop
();

}

void
 
draw
()
 
{

  
background
(
255
);

  
// Draw the full map

  
shape
(
usa
,
 
0
,
 
0
);

  
// Blue denotes states won by Obama

  
statesColoring
(
Obama
,
 
color
(
0
,
 
0
,
 
255
));

  
// Red  denotes states won by McCain

  
statesColoring
(
McCain
,
 
color
(
255
,
 
0
,
 
0
));

  
// Save the map as image

  
saveFrame
(
"map output.png"
);

}

void
 
statesColoring
(
String
[]
 
states
,
 
int
 
c
){

  
for
 
(
int
 
i
 
=
 
0
;
 
i
 
<
 
states
.
length
;
 
++
i
)
 
{

    
PShape
 
state
 
=
 
usa
.
getChild
(
states
[
i
]);

    
// Disable the colors found in the SVG file

    
state
.
disableStyle
();

    
// Set our own coloring

    
fill
(
c
);

    
noStroke
();

    
// Draw a single state

    
shape
(
state
,
 
0
,
 
0
);

  
}

}

```

## Сходни проекти

### Design By Numbers
Processing е базиран на основната на експеримента Design by numbers проведен в MIT. Той споделя много от идеите му и е пряко свързан с него.

### Wiring, Arduino, and Fritzing
Processing езика ражда и проекта Wiring, който използва IDE-то на Processing и колекция от библиотеки, написани на C++, и има за цел да научи художници да програмират микроконтролери. Към момента има два отделни хардуерни проекта, Wiring и Arduino, които използват средата за разработка и езика на Wiring. Fritzing е друга софтуерна среда от същия вид, която помага на дизайнери и художници да документират техните интерактивни прототипи и да преминат от физически прототипи към реални продукти.

### Mobile Processing
Друг проект, който вече не съществуващата, е Mobile Processing създаден от Франсис Ли. Mobile Processing позволява софтуер написан на езика и в средата за разработка на Processing, да върви на мобилни устройства поддържащи Java. Днес част от тази функционалност се осигурява от самия Processing.

### Processing.js
През 2008 г. Джон Резиг пренася Processing езика в JavaScript с помощта на Canvas елемента за визуализиране, позволявайки му да бъде използван в съвременните уеб браузъри, без необходимостта от Java плъгин. От тогава, любители на отворения код, както и студенти от Seneca College в Торонто поемат проекта.
Processing.js се от използва от Khan Academy, за да представя основите на програмирането сред учениците от всички възрасти чрез създаване на рисунки и анимации. Учащите показват своите творения на съучениците, като голяма част от проектите са много впечатляващи.

### p5.js
Лорън МакКарти създава p5.js. като алтернатива на Processing.js, официално подкрепена от Processing Foundation.

### iProcessing
IProcessing е създаден за IPhone приложения с помощта на езика Processing. Това става чрез интеграция на библиотеката на Processing.js и Javascript framework application за iPhone.

### Spde
Spde(Scala Processing Development Environment) замества препроцесора и улеснения Java синтаксиса с езикът Scala, който също работи върху Java платформата и прилага някои от същите ограничения като забрана на статични методи, позволява писането на по-кратък код и поддържа функционално програмиране.

### Quil
Quil (старото му название е clj-processing) е обвивка (wrapper) за Processing в Clojure езика, който работи на Java платформата. 

## Награди
През 2005 г. Рийс и Фрай печелят престижната награда Golden Nica на Ars Electronica в категорията Net Vision за работата им по Processing.
Бен Фрай печели 2011 National Design Award, присъдена му от Smithsonian Cooper-Hewitt National Design Museum в категория Interaction Design. Връчват му наградата със следната реч:
"Въз основа на опита си в графичния дизайн и компютърните науки, Бен Фрай преследва дългогодишния си интерес от визуализирането на данните. Като директор на Fathom Information Design в Бостън, Фрай разработва софтуер, отпечатва произведения и книги, които описват и обясняват теми като човешкия геном, бейзболните заплати и еволюцията на текстовите документи. Заедно с Кейси Рийс, той основава Processing Project, среда за разработка с отворен код, учеща на изчислителен дизайн и скициране с интерактивен медия софтуер. Тя осигурява на художниците и дизайнерите достъпни средства за работа с код, като същевременно насърчава инженери и компютърни специалисти да мисля за дизайн концепции.

## Лиценз
Основните библиотеки на Processing, кодът включени в експорт приложенията и аплетите, се разпространява под GNU Lesser General Public License, който позволява на потребителите да пуснат своя оригинален код с възможност за избор на лиценз.
IDE-то е лицензирано под GNU General Public License.

## Наименование
Първоначално Processing има уеб адрес www.proce55ing.net, тъй като домейна Processing e зает. В крайна сметка Рийс и Фрай придобиват домейна. Макар че името било комбинация от букви и цифри, то се произнасяло Processing. Рийс и Фрай не одобрявали и не искали средата за разработка да се нарича Proce55ing. Въпреки промяната в името на домейна, понякога за Processing все още се използва терминът P5 като кратко наименование (специално се използва p5, а не p55).